# Steampunk

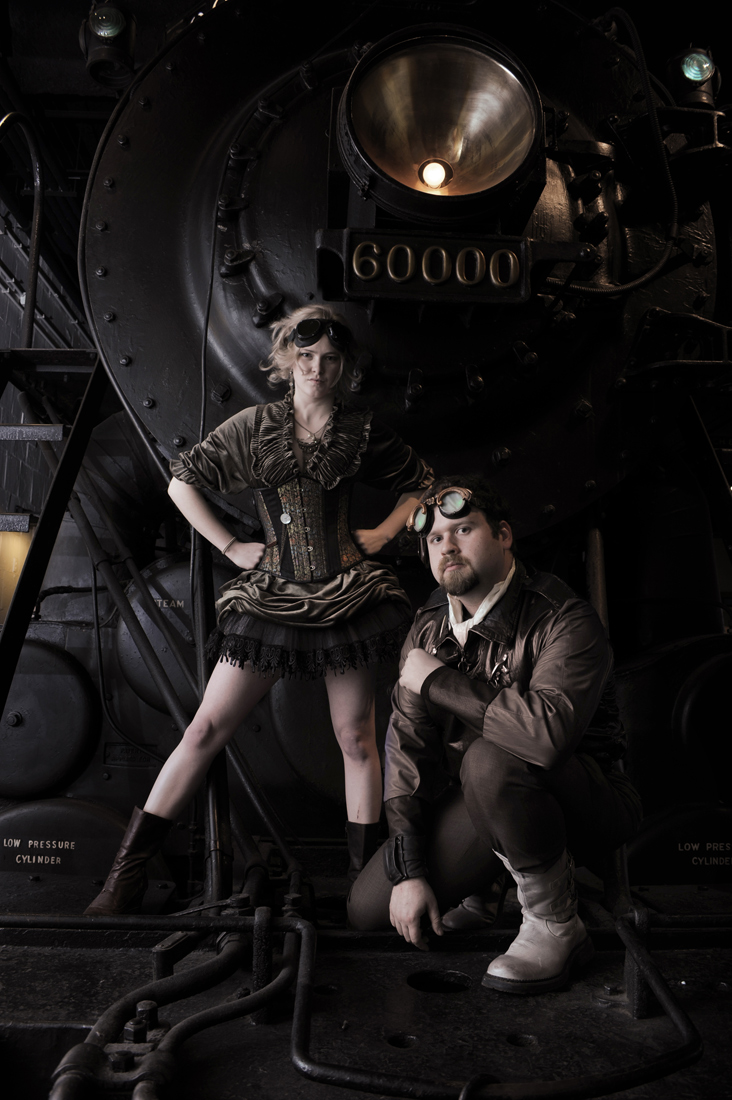
Un'illustrazione fotografica in tema steampunk

Lo steampunk è un filone della narrativa fantastica, e più nel dettaglio di quella fantascientifica, che introduce una tecnologia retrofuturistica all'interno di un'ambientazione storica, spesso il XIX secolo e in particolare la Londra vittoriana dei romanzi di Conan Doyle, H. G. Wells e Jules Verne.

## Caratteristiche
Le storie steampunk descrivono un mondo anacronistico (a volte un'ucronìa) in cui tecnologia e strumentazioni vengono azionate dalla forza motrice del vapore (steam in inglese) e l'energia elettrica torna a essere, come nella fantascienza ottocentesca, un elemento narrativo capace di ogni progresso e meraviglia. 
In esse i computer sono completamente meccanici, ed enormi apparati magnetici sono in grado di modificare l'orbita della Luna. Un modo per descrivere l'atmosfera steampunk è riassunto nello slogan "come sarebbe stato il passato se il futuro fosse arrivato prima". Alcuni usano il termine retrofuturismo per descrivere questo "futuro tecnologico immaginato nel passato".
Piuttosto che enfatizzare i temi della distopia informatica, la robotica e la nanotecnologia della narrativa cyberpunk, lo steampunk tende a concentrarsi più attentamente sulla tecnologia (autentica, teorica o cinematografica) dell'era vittoriana, con macchine a vapore, congegni meccanici e a orologeria, macchine differenziali. Si presenta dunque come il tripudio della meccanica in opposizione all'elettronica cyberpunk.
In origine lo steampunk, analogamente al cyberpunk, è stato tipicamente distopico, spesso con temi noir e pulp. Con lo svilupparsi del genere, finì con l'adottare maggiormente le peculiarità utopistiche, di interesse più generale, del romanzo scientifico dell'età vittoriana. Vi compaiono spesso società segrete e teorie del complotto e in alcuni casi si ricorre a significativi elementi fantastici. Spesso poi si riscontrano influenze lovecraftiane, occultistiche e gotiche. Altri temi cari al genere steampunk sono il rapporto dell'uomo con l'energia e il progresso.
Malgrado la narrativa steampunk sia nata e prevalentemente ambientata in scenari dell'età vittoriana, non si tratta di un requisito essenziale, tanto che ha trovato espansione nell'ambientazione medioevale, nel genere fantasy e altrove.
Originariamente concepito per descrivere la fantascienza ambientata in epoca vittoriana, "steampunk" è diventato un termine di uso comune per molte altre forme analoghe di narrativa fantastica (o speculative fiction) ambientate in secoli anche successivi all'Ottocento, o in mondi diversi dalla Terra, ma pur sempre con fortissimi riferimenti al Lungo XIX secolo, alla rivoluzione industriale e al romanzo scientifico ottocentesco. Dalla fine degli anni novanta l'etichetta di "steampunk" ha valicato i confini del regno della fantascienza vera e propria per essere applicata ad altre forme di fantastico, finendo con l'essere applicata anche a storie fantasy o con influssi horror.
È spesso definita genericamente steampunk fantasy ogni opera di genere fantastico che combini la magia con la tecnologia del vapore o l'ingegneria meccanica. Talvolta si usa il termine steamfantasy per indicare uno steampunk fantasy dove la tendenza fantasy è più importante che nello science fantasy delle prime opere steampunk. I maggiori esponenti di questo sottogenere sono China Miéville e Michael Swanwick; inoltre il termine è stato usato per numerosi videogiochi e giochi di ruolo. Sono state sviluppate anche delle forme di musica steampunk.

## Storia

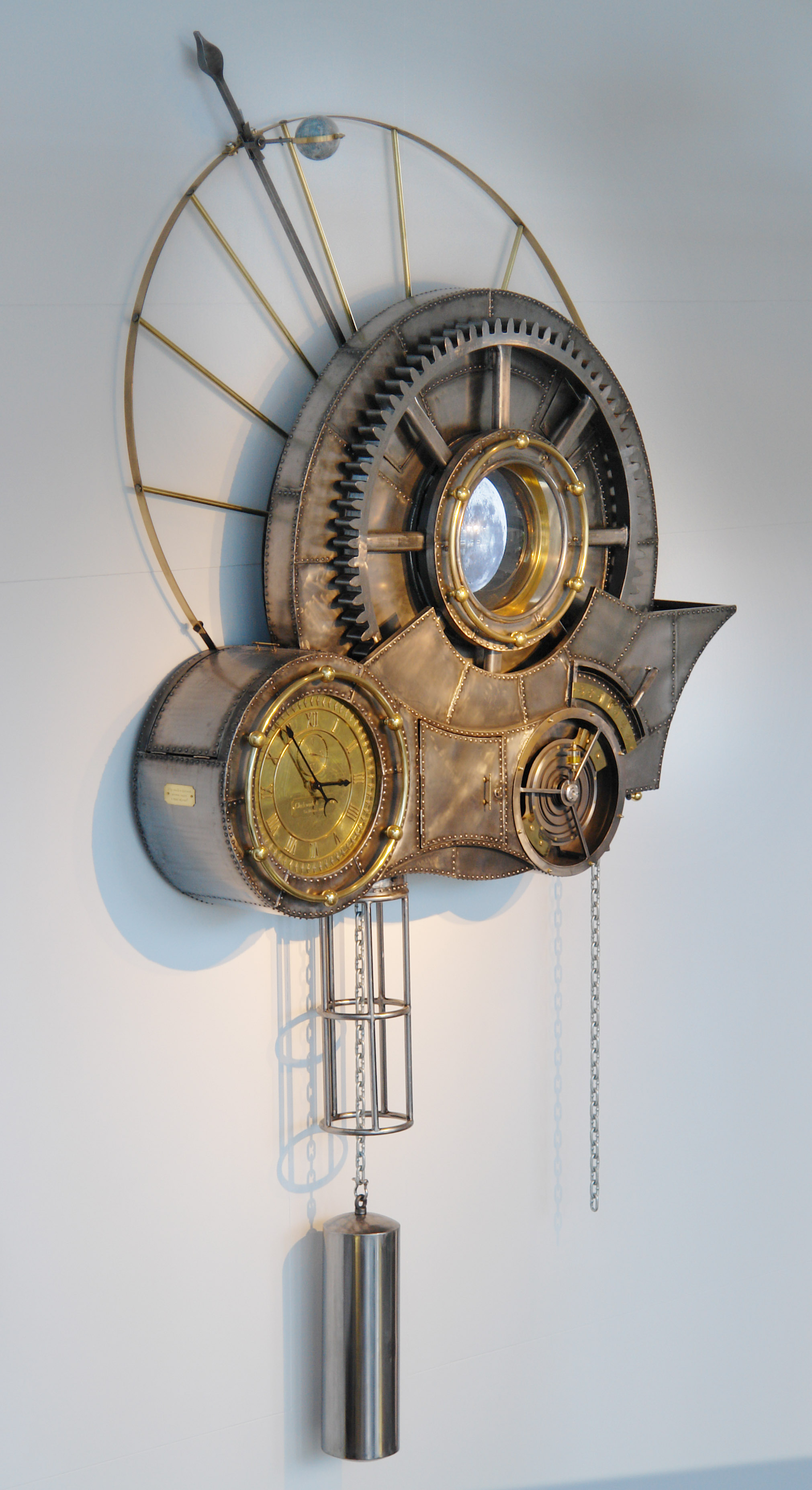
La scultura Clockwork Universe di Tim Wetherell alla Questacon, Canberra, Australia (24 settembre 2009)

Per quanto molte opere oggi considerate precorritrici di questo genere fossero state pubblicate negli anni sessanta e settanta, il termine steampunk è nato tra gli anni ottanta e novanta come una variante scherzosa di cyberpunk. Precursori del genere sono Jules Verne e H. G. Wells. Sembra che il termine steampunk sia stato coniato dallo scrittore di fantascienza K. W. Jeter, che stava cercando di trovare una parola unica per definire le opere di Tim Powers (autore de Le porte di Anubis, 1983), James Blaylock (Homunculus, 1986) e per le proprie (La notte dei Morlock, 1979, e Le macchine infernali, 1987), di ambientazione ottocentesca (generalmente vittoriana), che imitavano le convenzioni della fantascienza dell'epoca come La macchina del tempo di H. G. Wells.
L'opera che ha diffuso la consapevolezza del genere tra gli appassionati di fantascienza, tuttavia, è spesso considerata La macchina della realtà (The Difference Engine, 1990) scritta da William Gibson e Bruce Sterling. In questo romanzo i temi e i principi ispiratori delle storie cyberpunk di Gibson e Sterling sono applicati a un'età vittoriana alternativa, un'ucronia nella quale la macchina analitica di Charles Babbage è stata effettivamente costruita, causando l'inizio dell'era dell'informazione con oltre un secolo di anticipo.
Il primo ad utilizzare questo termine nel titolo è stato Paul Di Filippo nel 1995, pubblicando The Steampunk Trilogy, costituita di tre romanzi brevi, Vittoria, Il feticcio rubato e Walt ed Emily, che immaginano rispettivamente la sostituzione della regina Vittoria con un clone, l'invasione del Massachusetts da parte di mostri lovecraftiani e una storia d'amore tra Walt Whitman ed Emily Dickinson.
La serie a fumetti di Alan Moore e Kevin O'Neill La Lega degli Straordinari Gentlemen (The League of Extraordinary Gentlemen, 1999) e il successivo adattamento cinematografico La leggenda degli uomini straordinari hanno reso grandemente popolare il genere dello steampunk e hanno contribuito a farlo conoscere al vasto pubblico.

## Tipologie di steampunk

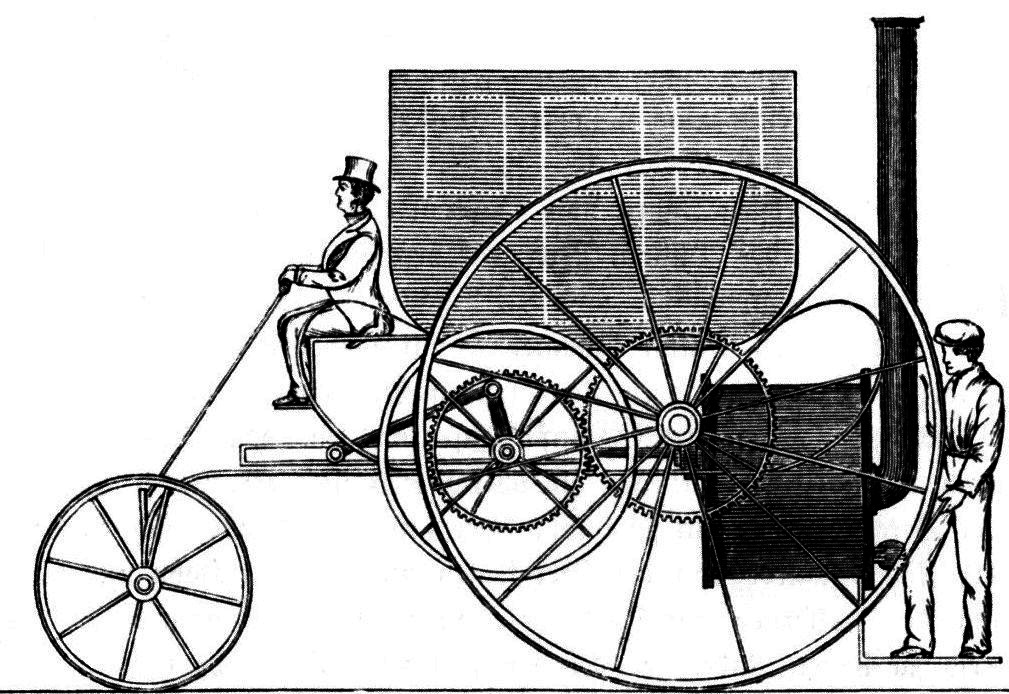
Automobile a vapore dimostrata a Londra nel 1803

All'interno dello steampunk sono individuabili due filoni principali: lo steampunk "storico" e lo steampunk fantasy. Lo steampunk storico tende più verso la fantascienza, tratteggiando una storia alternativa, presentando luoghi e personaggi storici in un contesto in cui si immagina lo sviluppo di una diversa tecnologia. Lo "steampunk fantasy", invece, si colloca in un mondo del tutto immaginario, fantasy appunto, spesso popolato di creature leggendarie e fantastiche che convivono con la tecnologia propriamente "steampunk".
Lo steampunk si attiene al contesto storico e culturale dell'Inghilterra, vittoriana, edoardiana e della rivoluzione industriale. Esempi di questo tipo di steampunk "classico" comprendono il fumetto La Lega degli Straordinari Gentlemen, il romanzo La macchina della realtà (The Difference Engine), già citati, e la serie di libri illustrati Dinotopia di James Gurney, da cui è stata tratta pure una serie televisiva; altro esempio è l'anime cinematografico Steamboy di Katsuhiro Ōtomo.
Abituale anche lo "steampunk western", cioè quel Far West con elementi fantascientifici delle serie televisive Selvaggio west (The Wild Wild West) e Le avventure di Brisco County Jr. e di film come Wild Wild West e - indirettamente - Ritorno al futuro: Parte III.

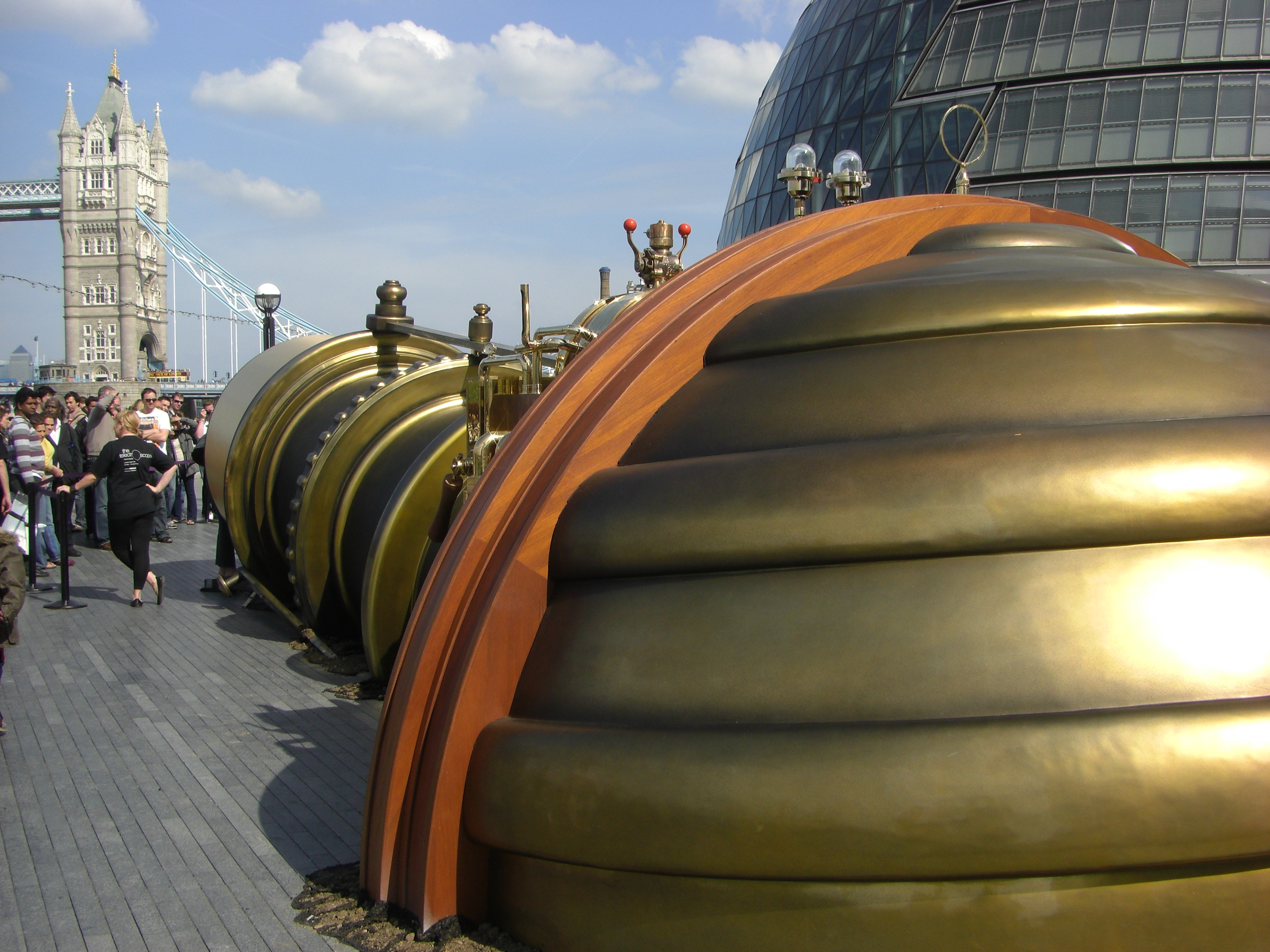
L'installazione Telectroscope di Paul St George alla London City Hall (24 maggio 2008)

Continuando a giocare sulla nomenclatura convenzionale di cyber e steampunk, si possono citare una manciata di romanzi, autodefiniti "sandal-punk", che postulano un mondo in cui la civiltà classica (greco-romana) non crollò nei secoli bui medievali, ma anzi conobbe un rapido avanzamento tecnologico non appena alcune, poche fondamentali invenzioni furono realizzate o sviluppate in chiave industriale, come ad esempio la macchina a vapore per aprire le porte di un tempio di Erone di Alessandria, costruita all'incirca nel 130 a.C. Vi sono poi anche romanzi di steampunk storico ambientati in un Medioevo in cui si sviluppano o sono "importate" la tecnologia industriale e del vapore, come nel romanzo Un americano alla corte di re Artù (A Connecticut Yankee in King Arthur's Court) di Mark Twain.
L'etichetta di "steampunk fantasy" è spesso applicata genericamente ad ogni opera di narrativa fantastica che combini la magia con la tecnologia del vapore o l'ingegneria meccanica. L'espressione "steamfantasy" o "steam fantasy" indica un'ambientazione fantasy dal sapore tecnologico dello steampunk o dell'Age of Steam (l'Ottocento, l'Età del vapore) in cui i due elementi, steampunk/Age of Steam e fantasy, siano ben bilanciati tra loro senza che uno soffochi l'altro. Tra gli esempi di steamfantasy vi sono i giochi di ruolo Castle Falkenstein e Victoriana, il romanzo Perdido Street Station e il videogioco Arcanum: Of Steamworks and Magick Obscura. In queste opere il bilanciamento è equilibrato. Non sono invece considerati steamfantasy né il gioco di ruolo Warhammer Fantasy Battle (dove la componente fantasy è predominante rispetto ai pochi macchinari steampunk in dotazione ai nani), né tante opere steampunk in cui i pochi elementi fantasy presenti risultino solo decorativi o di contorno rispetto al resto.
Vi è poi un sottogenere che è ambientato in un ipotetico futuro, in un mondo ultratecnologico che però somiglia al passato nell'estetica di oggetti, ambienti e veicoli e nel modo di vestire. Buoni esempi ne sono il fumetto Neotopia, il manga Trigun, la serie animata Last Exile ed il film disneyano Il pianeta del tesoro (Treasure Planet). Questo tipo di steampunk dal sapore nostalgico può essere definito anche retro-futurismo.

## Steampunk come sottocultura

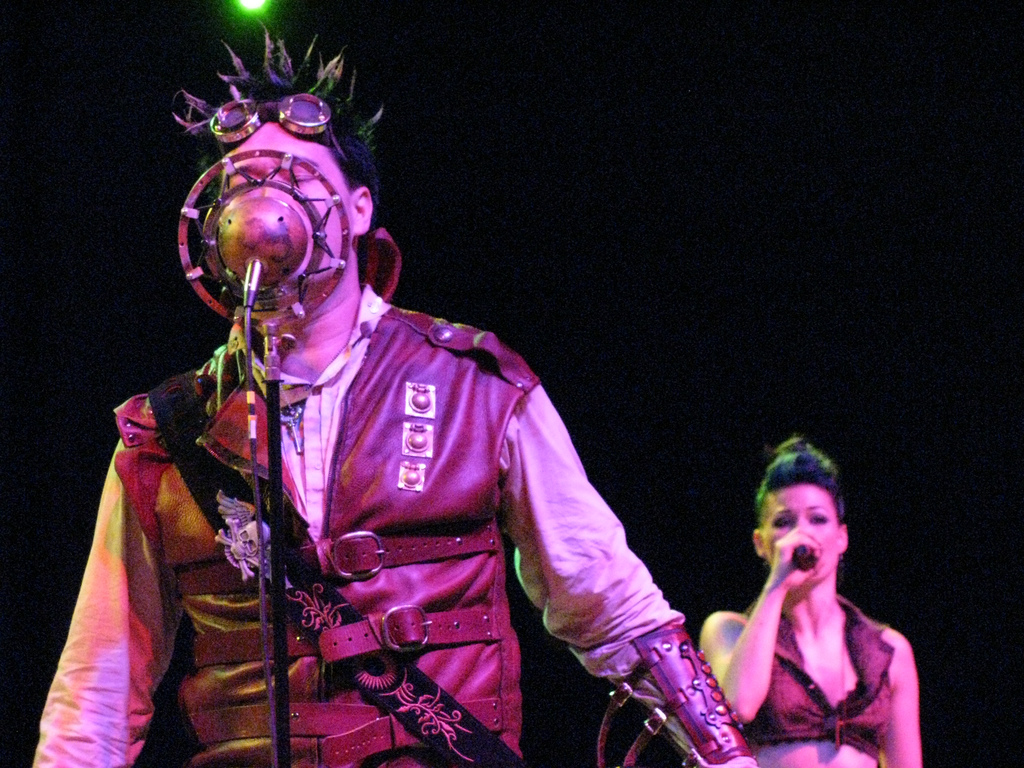
Robert Brown e Finn Von Claret degli Abney Park si esibiscono in concerto alla convention Dragoncon 2008.

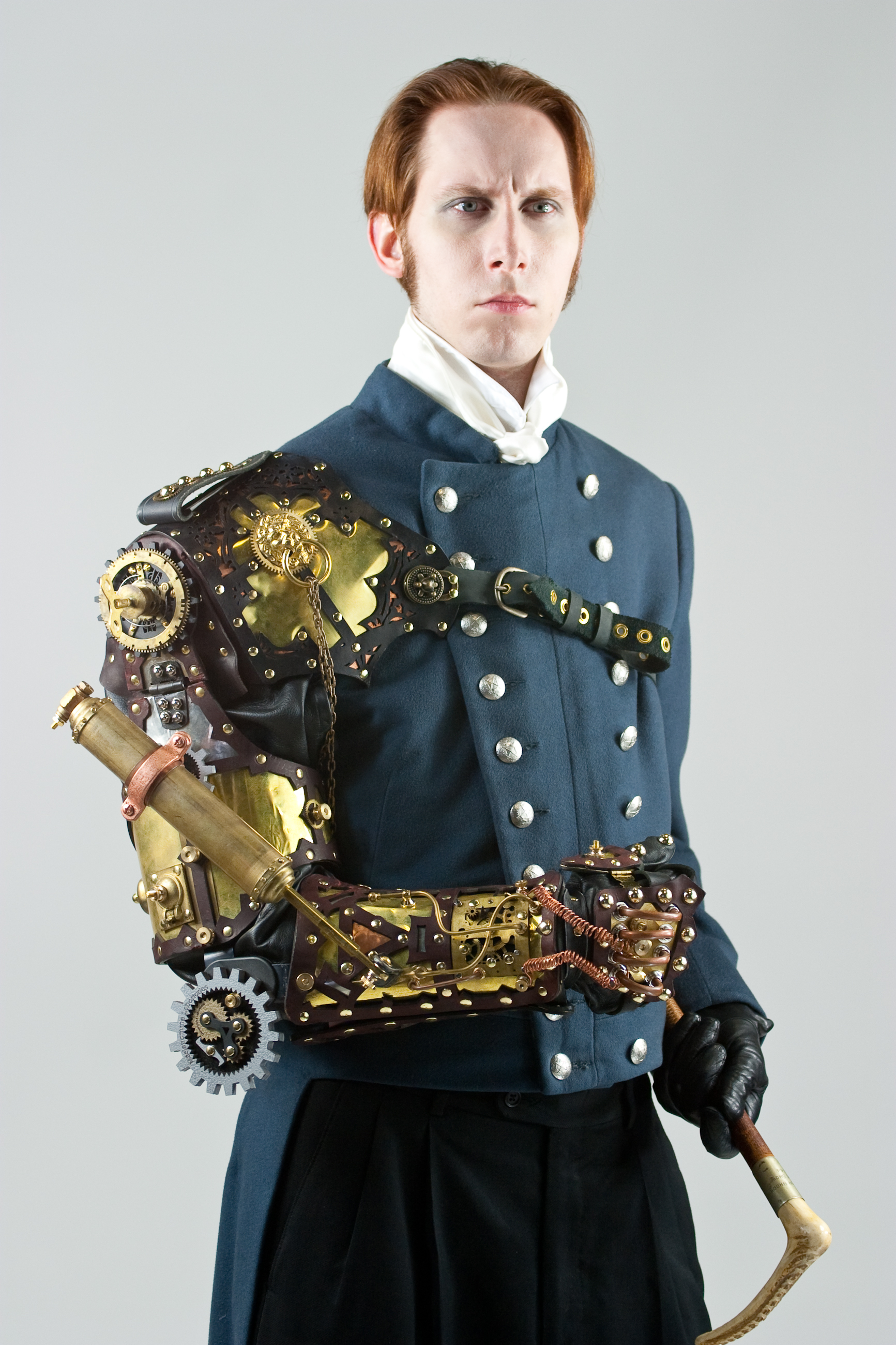
Lo scrittore G. D. Falksen mentre indossa una protesi in stile steampunk di Thomas Willeford.

A causa della popolarità dello steampunk nei movimenti come quello gotico, punk e rivet, c'è una crescente tendenza a fare di esso una subcultura e uno stile di vita.
La forma più immediata di cultura steampunk è la comunità di appassionati che gravita intorno al genere.
Qualcuno è andato oltre, cercando di adattare l'estetica steampunk alla moda, al cinema, all'arredamento e perfino alla musica. La "moda steampunk" non ha canoni definiti, ma tenta piuttosto di rispondere alla domanda "cosa sarebbe successo se punk, goth e rivet fossero vissuti in epoca vittoriana?". Le risposte possono consistere in acconciature alla moicana, o massiccio ricorso al piercing, oppure corsetti e sottovesti a brandelli, o completi vittoriani con occhiali di protezione e stivali con fibbie a suola larga, o, infine, gli stili gotici, Gothic Aristocrat e gothic lolita.
La musica steampunk è ancor meno definita e si tende a etichettare in questo modo ogni musicista moderno le cui opere evochino suggestioni vittoriane o direttamente steampunk. Sono stati considerati tali diversi artisti, quali Rasputina, Abney Park, Emilie Autumn, Thomas Dolby, Paul Roland, Vernian Process, Sarah Brightman The Men That Will Not Be Blamed For Nothing e Sting.